# Hanácký župní přebor 1995/1996
V soubojích 5. ročníku Hanáckého župního přeboru 1995/96 (jedna ze skupin 5. fotbalové ligy) se utkalo 16 týmů každý s každým dvoukolovým systémem podzim–jaro. Tento ročník začal v srpnu 1995 a skončil v červnu 1996. Mužstvo TJ Sigma Lutín se v průběhu sezony odhlásilo, jeho výsledky byly anulovány a soutěž se dohrávala s 15 účastníky.

## Nové týmy v sezoně 1995/96
- Z Divize E 1994/95 sestoupilo do Hanáckého župního přeboru mužstvo TJ Sigma Lutín, z Divize D 1994/95 žádné mužstvo.
- Ze skupin I. A třídy Hanácké župy 1994/95 postoupila mužstva TJ Lokomotiva-Pramet Šumperk (vítěz skupiny A) a SK Lipová (vítěz skupiny B).[1]

## Konečná tabulka
Zdroj: 
| Poř. | Tým                              | Z  | V  | R  | P  | VG | OG | B  |
| ---- | -------------------------------- | -- | -- | -- | -- | -- | -- | -- |
| 1.   | FK Holice 1932                   | 28 | 24 | 4  | 0  | 82 | 17 | 76 |
| 2.   | TJ Lokomotiva-Pramet Šumperk (N) | 28 | 18 | 6  | 4  | 64 | 30 | 60 |
| 3.   | TJ Jiskra Rýmařov                | 28 | 18 | 4  | 6  | 64 | 32 | 58 |
| 4.   | FC Kralice na Hané               | 28 | 12 | 8  | 8  | 46 | 39 | 44 |
| 5.   | SK Lipová (N)                    | 28 | 9  | 9  | 10 | 45 | 44 | 36 |
| 6.   | AFK Chropyně                     | 28 | 10 | 5  | 13 | 57 | 54 | 35 |
| 7.   | SK Bělkovice-Lašťany             | 28 | 10 | 5  | 13 | 47 | 47 | 35 |
| 8.   | TJ Tatran Litovel                | 28 | 10 | 5  | 13 | 37 | 43 | 35 |
| 9.   | SKP Slovan Moravská Třebová      | 28 | 9  | 6  | 13 | 37 | 51 | 33 |
| 10.  | TJ Sokol Drahotuše               | 28 | 9  | 6  | 13 | 38 | 60 | 33 |
| 11.  | TJ Sigma Hodolany                | 28 | 9  | 5  | 14 | 38 | 53 | 32 |
| 12.  | TJ Agrostroj Prostějov           | 28 | 7  | 10 | 11 | 25 | 50 | 31 |
| 13.  | Spartak VTJ Lipník nad Bečvou    | 28 | 7  | 6  | 15 | 36 | 58 | 27 |
| 14.  | FK Hlubočky                      | 28 | 7  | 5  | 16 | 35 | 57 | 26 |
| 15.  | FK Jeseník                       | 28 | 5  | 8  | 15 | 22 | 38 | 23 |
| 16.  | TJ Sigma Lutín (S)               | –  | –  | –  | –  | –  | –  | –  |

Poznámky:
- Z = Odehrané zápasy; V = Vítězství; R = Remízy; P = Prohry; VG = Vstřelené góly; OG = Obdržené góly; B = Body; (S) = Mužstvo sestoupivší z vyšší soutěže; (N) = Mužstvo postoupivší z nižší soutěže (nováček)

|  | Postup do Divize E 1996/97                           |
|  | Přihláška do I. B třídy Hanácké župy – sk. B 1996/97 |